# Шарль Бонне
Шарль Бонне́ (Charles Bonnet; 13 березня 1720, Женева — 20 травня 1793) — швейцарський природознавець і філософ-ідеаліст.
Найважливіші праці Бонне присвячені описові комах (1745) і вивченню фізіологічної функції листя рослин (1754 рік). Один з перших встановив явище партеногенетичного розмноження у попелиць. Підтримував метафізичну теорію преформації, створив фантастичне вчення про «щаблі істот». Описав у 1760 році на основі вивчення клінічних проявів у свого 87-річного діда, що був сліпим та бачив яскраві галюцинації, клінічний синдром, який в подальшому отримав назву на його честь.

## Життєпис
Шарль Бонне народився в Женеві, у французькій родині, яка переїхала до Швейцарії через релігійні переслідування в XVI столітті.
Життя його було порівняно небагате подіями. Швидше за все він ніколи не покидав Швейцарії і не брав ніякої участі в громадських справах за винятком періоду з 1752 по 1768 рік, протягом якого він був членом ради республіки. Останні 25 років свого життя він мирно прожив в Жентоді, поблизу Женеви, де і помер 20 травня 1793 року після затяжної хвороби. Його дружиною була дама з сімейства Де ла Ріва. У них не було своїх дітей, але племінник мадам Бонне, прославлений Орас Бенедикт де Соссюр, був вихований як їхній син.
Право стало його професією, але улюбленим заняттям було вивчення природних наук. Описане в роботі «Spectacle de la nature» Ноеля Антуана Плюш, яку Бонне читав ще у віці шістнадцяти років, звернуло його увагу на життя комах. Він допомагав у роботах Рене Антуана Реомюра над комахами, і своїми спостереженнями за живими комахами вніс багато доповнень до робіт Реомюра і Плюш. У 1740 році Бонні передав до Академії наук доповідь, що містить опис низки експериментів, що встановлюють наявність партеногенезу у попелиць, або деревних вошей. Завдяки цій доповіді Бонне удостоївся честі стати членом-кореспондентом академії. У 1741 році він почав вивчати розмноження шляхом злиття і регенерації втрачених частин у прісноводної гідри та інших тварин, а в наступному році він виявив, що дихання гусениць і метеликів здійснюється через пори, яким він дав назву стигмати. У 1743 році він був прийнятий в члени Лондонського Королівського товариства і в тому ж році став доктором права — це остання подія, пов'язана з професією, яка ніколи йому не подобалася.
Ідеї Шарля Бонне беруть свій початок з «теорії коливань» Девіда Гартлі, концепція якої побудована на «законі дотику»